# Robinieae
Robinieae es una tribu de plantas con flores perteneciente a la subfamilia Faboideae dentro de la familia Fabaceae. La constituían una docena de géneros de los 26 descritos.

## Géneros
- Coursetia, Genistidium, Gliricidia, Hebestigma, Lennea, Olneya, Peteria, Poissonia Poitea, Robinia, Sphinctospermum.[1]